# Mangora candida
Mangora candida là một loài nhện trong họ Araneidae.
Loài này thuộc chi Mangora. Mangora candida được Arthur Merton Chickering miêu tả năm 1954.